# Jürgen Siemroth
Jürgen Siemroth (* 31. Mai 1933 in Hettstedt nahe Eisleben; † 29. Januar 2021) war ein deutscher Chemiker und Ehrenmitglied der Vereinigung der Freunde der Mineralogie und Geologie (VFMG).
Siemroth studierte Chemie an der Martin-Luther-Universität Halle (MLU Halle). Nach seiner Promotion wurde er 1970 zum Kustos ernannt. Wegen fehlender „Linientreue“ wurde er zu der von ihm angestrebten Habilitation nicht zugelassen. Er war langjährig für den Ankauf aller Importartikel der MLU Halle zuständig und konnte wegen seiner staatsfernen Haltung gegenüber der DDR kaum wissenschaftlich arbeiten. Nach der politischen Wende wurde Siemroth ab etwa 1990 in die neugewählte Personalkommission des Fachbereiches Chemie der MLU Halle gewählt, wo er im Rahmen des Hochschullehrer-Erneuerungsgesetzes des Landes Sachsen-Anhalt wirkte. Außerdem war er über zwei Wahlperioden Mitglied des Konzils der Universität.
Seit 1958 war Siemroth Mitglied der VFMG in Heidelberg, seine Mitgliedsbeiträge konnte er als DDR-Bürger zunächst nur indirekt über den Kulturbund der DDR entrichten. Der Kulturbund kündigte diese begrenzte Zusammenarbeit 1961 auf. Ab 1990 knüpfte Siemroth neue Kontakte zum VFMG und wurde 1992 in dessen Beirat gewählt, dem er sechs Jahre angehörte. Bis 2004 wirkte er dort als Vorstandsmitglied und organisierte maßgeblich die VFMG-Sommertagung in Halle/Saale. In der VFMG-Mitgliederzeitschrift „Der Aufschluss“ veröffentlichte er zahlreiche Arbeiten, u. a. zu genetischen Prozessen der Mineralienbildung.